# Een schaal in de hemel
Een schaal in de hemel is een hoorspel van André Kuyten. De AVRO zond het uit op donderdag 18 april 1968. De regisseur was Dick van Putten. De uitzending duurde 24 minuten.

## Rolbezetting
- Bert Dijkstra (Theodoor Helbergen)
- Hans Karsenbarg (zijn zoon Louis)
- Eva Janssen (zijn vrouw Maria Thérèse)
- Joke Hagelen (Mechteld)
- Coen Pronk (Martin)
- Corry van der Linden (Suzan)
- Wam Heskes (mijnheer Hengelman)
- Huib Orizand (een zetter)

## Inhoud
Zo nu en dan beleven oudere mensen momenten waarin ze zich sterk met het verleden geconfronteerd weten. Het geheugen opent zich dan en ze vallen en zinken weg in de diepte van het verleden. Zo verdwijnt in dit hoorspel voor vader Helbergen de wereld van nu en viert hij de verjaardag van zijn  zoon Louis, die 26 geworden zou zijn. In een treffende dialoog met zijn zoon vraagt de vader en geeft Louis antwoord. “Het is dáár zeker rustig, hè? Zie je, de moeilijkheid hier is, dat we er niets van weten.” Louis vindt dat zijn vader grijs en oud geworden is, maar Louis ziet er nog net zo uit als op die avond zeven jaar geleden. En zijn meisje Suzan heeft nog dezelfde jurk aan. Na de verjaardag thuis hadden ze nog een feestje in Haarlem. Ze waren met z’n vieren: Suzan, Louis en hun vrienden Mechteld en Martin. Van vader mocht Louis de auto lenen. Had hij al niet eens eerder gezegd, dat hij na de diensttijd een eindeloze reis wilde maken, eindeloos… Hij had uit Haarlem vader nog gebeld, dat ze over een half uur thuis zouden zijn. Ze hadden een beetje te veel gedronken en vlak voor Halfweg schoot de auto van de weg af. In een ondeelbaar ogenblik had hij Suzan nog verwonderd aangekeken. Vader had nog gevraagd voorzichtig te zijn. Een agent had later de rest verteld. “Soms denk ik dat jullie dáár, in de dood, net zo weinig van het leven weten al wij hier van de dood…”